# 聖文亞當奧林匹克體育館
聖文亞當體育館(土耳其語：Sinan Erdem Spor Salonu)，是一座位於土耳其伊斯坦堡的多功能室內體育館。2010年世界籃球錦標賽決賽、2012年世界短道游泳錦標賽和2011年至2013年的WTA巡迴賽總決賽於本場館舉行。
| 前任： 埼玉超級競技場 埼玉市   | 世界籃球錦標賽 決賽場館 2010   | 繼任： 馬德里自治區體育中心 馬德里 |
| 前任： 哈里發國際網球中心 杜拜 | WTA巡迴賽總決賽 場館 2011-2013 | 繼任： 新加坡室内体育馆 新加坡     |